# Monumento conmemorativo de la Batalla del Ebro
El monumento conmemorativo de la Batalla del Ebro es un monolito arquitectónico y escultórico situado en medio del río Ebro a su paso por la ciudad española de Tortosa (provincia de Tarragona) que está incluido en el Inventario del Patrimonio Arquitectónico de Cataluña. Con la llegada de la democracia a España, el Ayuntamiento de Tortosa retiró algunos de los elementos de carácter marcadamente franquista del monumento, como por ejemplo el vítor de Franco que el águila portaba entre sus garras. No obstante, algunas voces exigen la retirada del monolito, mientras que otras abogan por su conservación dado el valor artístico.
Pero el Ayuntamiento de Tortosa y la Diputación de Tarragona han declarado que, una vez retirados algunos de los símbolos y dedicatorias más franquistas, el monumento puede ser considerado como un homenaje a los muertos de los dos bandos y ha sido declarado bien integrante del patrimonio cultural de Cataluña.

## Descripción
El conjunto se compone de un pilar de hormigón sobre el cual se erigen dos pináculos o puntas de forma piramidal, vacías por dentro, de hierro; si bien, originalmente, el escultor pretendía realizar estas pirámides también en hormigón, la opinión de los ingenieros lo hizo decantarse por el acero. La más alta, de 26 metros, tiene una cruz de Santiago de grandes dimensiones adosada a uno de los ángulos, el que se opone al puente, y está coronada por una estatua que representa el soldado que, según el proyecto inicial, coloca el astro a la esfera celeste, mientras que otras interpretaciones sostienen que el soldado está guiado por el astro, levantando el brazo derecho para tocarlo. A la superficie tiene grabados cruces y otros símbolos diversos, y en la parte superior de los laterales hay placas de vidrio. La punta pequeña, de 16 metros, está coronada por la figura de un águila con las alas extendidas. Está realizada mediante la combinación de planchas, mientras que la figura del soldado presenta un tratamiento más volumétrico.

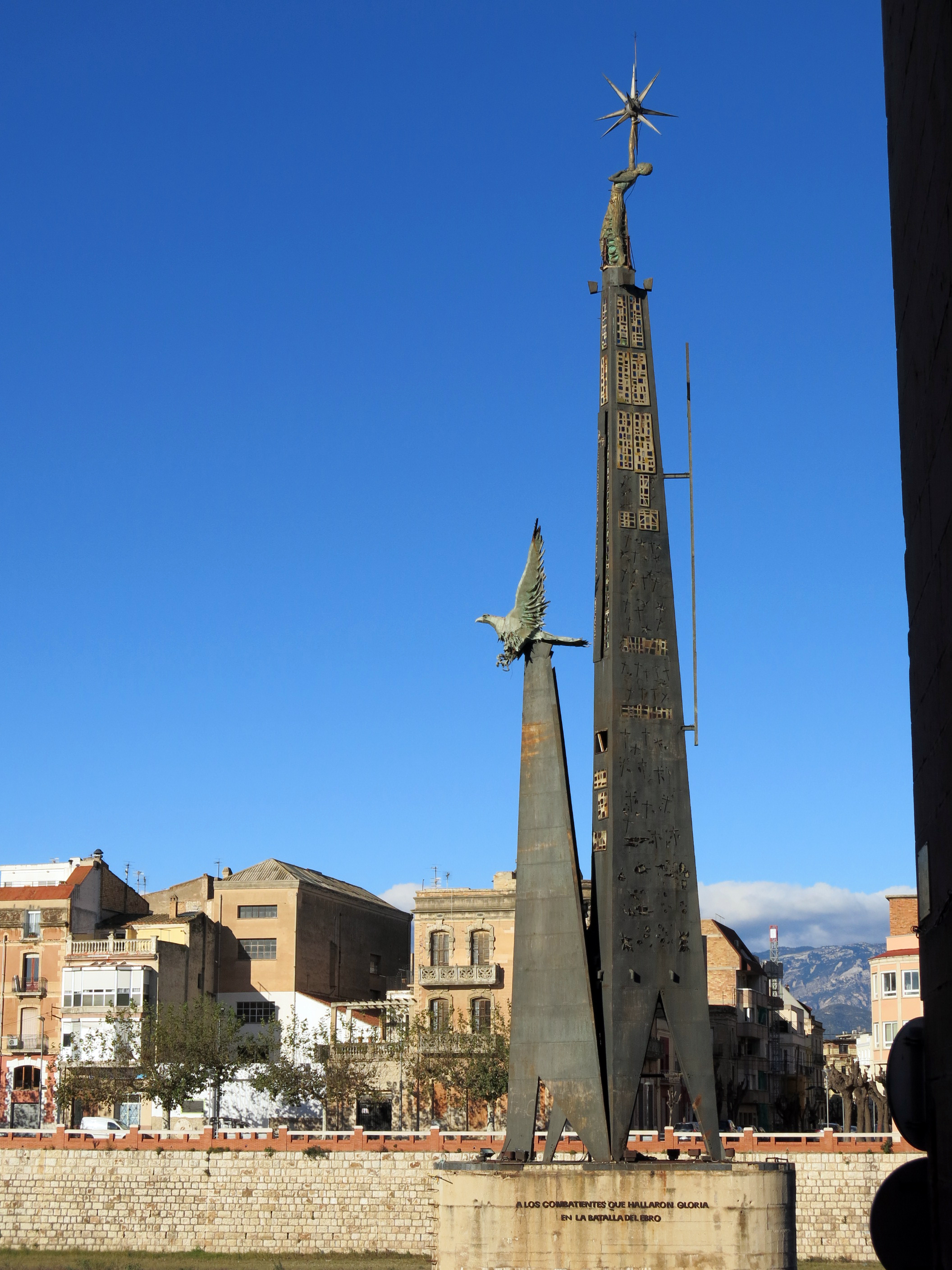
Vista de la cara lateral oriental del monumento, en la que se ven claramente sus dos pirámides.
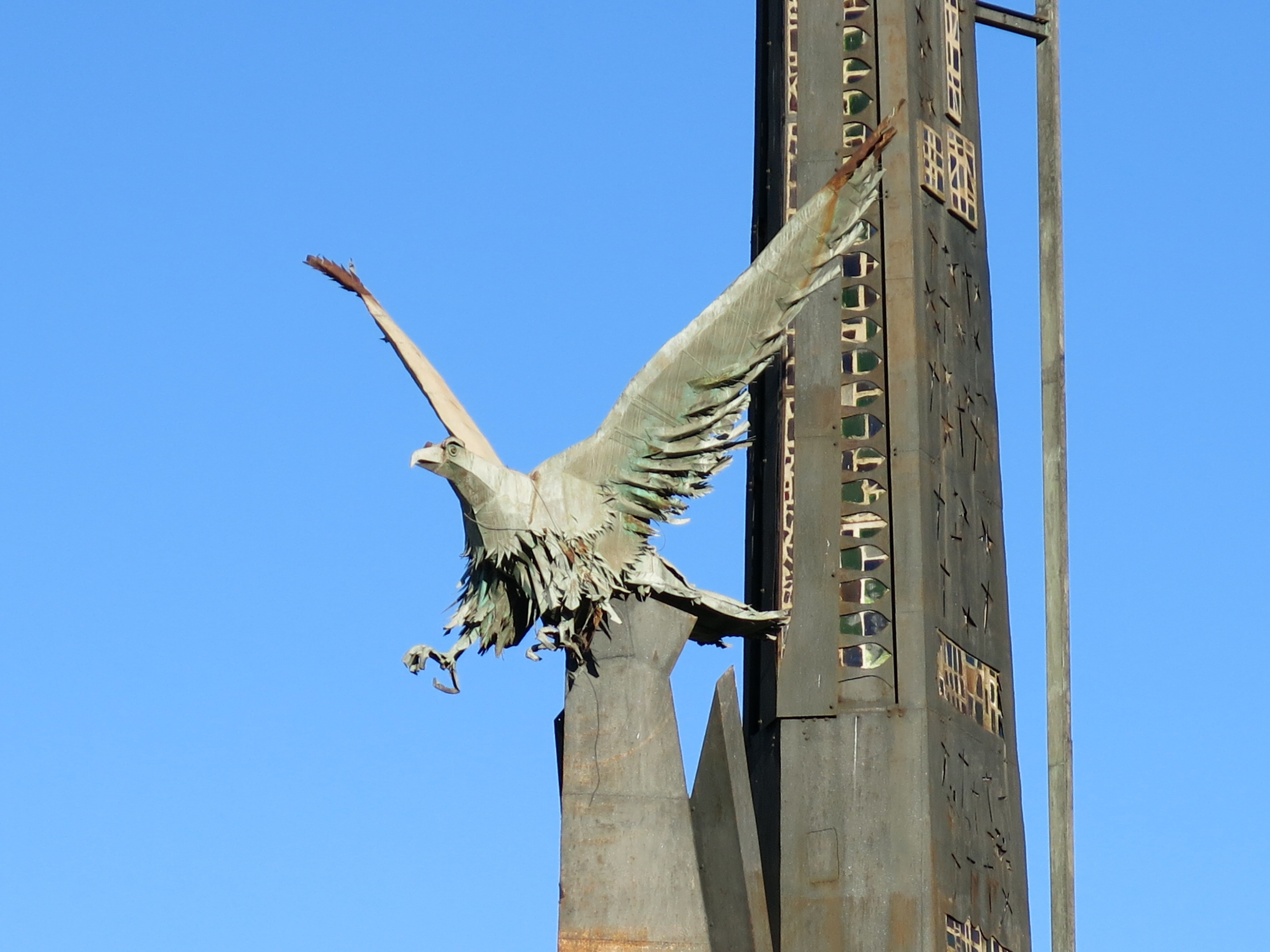
El águila, que originalmente portaba la inscripción «Víctor» entre las garras.
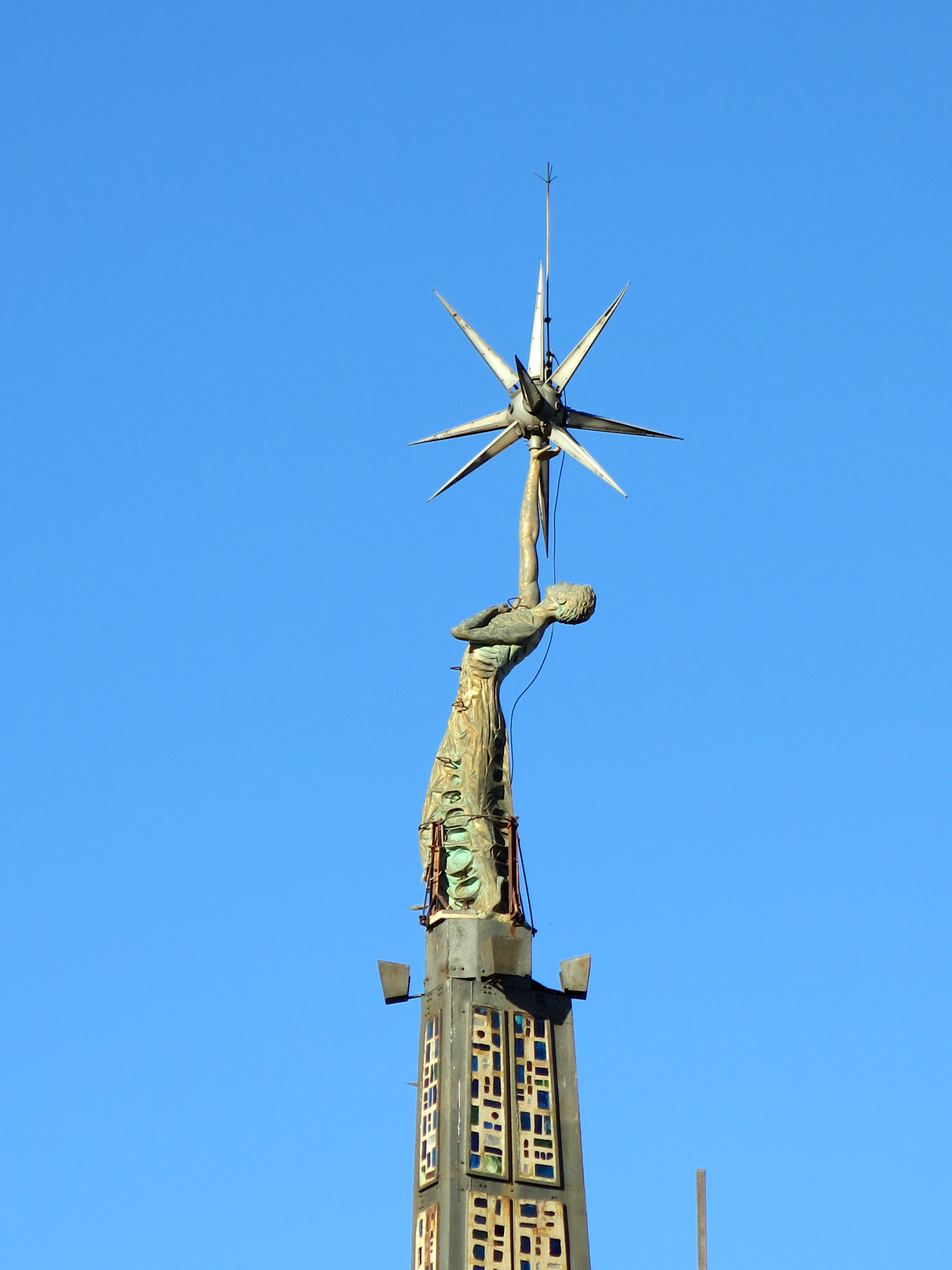
El soldado que corona el monumento, colocando el astro al firmamento.
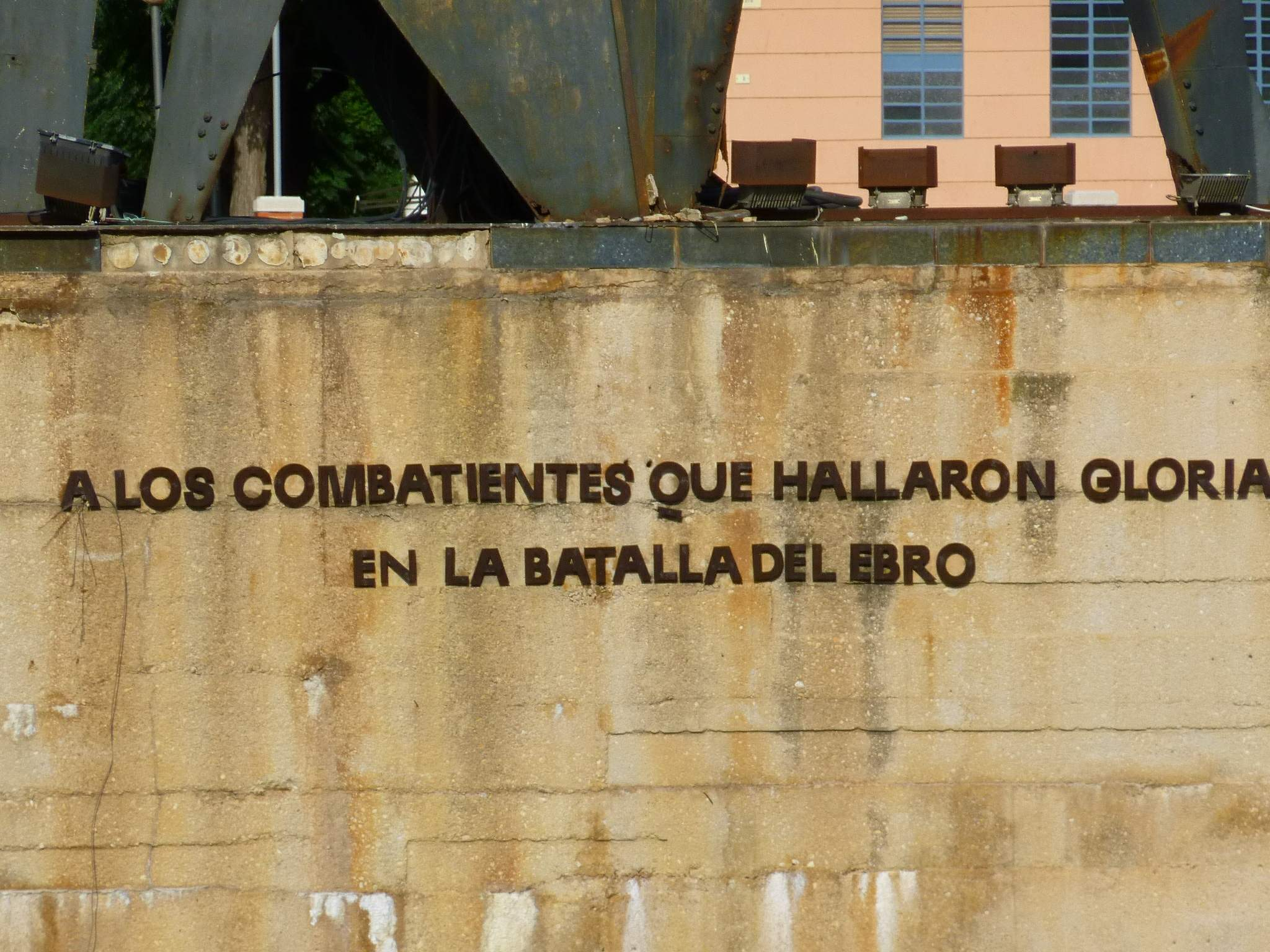
Aún tras la retirada de los símbolos franquistas, la base todavía tiene la dedicatoria «A los combatientes que hallaron gloria en la batalla del Ebro».

## Historia
Justo en el lugar donde se sitúa el monolito se cruzaba antiguamente el río a través de un puente de barcas, quemado en 1892.
La pilastra que le sirve de base al monumento es una de las que sustentaban el puente de la Cinta, construido para reemplazar el de barcas. El proyecto de la construcción del puente se encargó en 1895 y el director de las obras fue Josep M. Cornet. El puente fue volado por los republicanos en abril de 1938.
El monumento tuvo como impulsores el gobernador civil Rafael Fernández Martínez, el presidente de la Diputación de Tarragona, Antonio Soler Morey, y el alcalde de Tortosa, Joaquín Fabra, en conmemoración de la celebración, en 1964, de los 25 años de la batalla del Ebro y del final de la Guerra Civil, con los denominados 25 Años de Paz, según la propaganda oficial del régimen. La concepción del monumento le fue encomendada al Lluís Maria Saumells, quien en diciembre de 1962 ya había presentado una primera maqueta. El monumento se terminó de construir el 13 de noviembre de 1964 y su inauguración tuvo lugar en 1966 por el general Franco.

En 1986 se retiraron el vítor junto con la inscripción «Al Caudillo de la Cruzada y de los veinticinco años de paz» y otra que decía «A la promoción Ebro de la Guardia Civil», pero se mantuvo el águila imperial que sujetaba el emblema. En 2008 el ayuntamiento retiró las placas ubicadas en la Rambla Felip Pedrell, justo delante del monumento, y que conmemoraban su inauguración por parte de Franco.

## Polémicas
Ha habido dos intentos de promover referendos locales para decidir qué hacer con el monumento. En 2010, los grupos municipales de CiU y PP lo impidieron. El 12 de enero de 2015, una moción del grupo municipal de ICV replanteaba la consulta, que fue tumbada por los grupos municipales de CiU, PP y PxC.
En marzo de 2016, prosperó una votación en el Parlamento de Cataluña que instaba al Ayuntamiento de Tortosa a «retirar inmediatamente el monumento conmemorativo de la batalla del Ebro».
El Ayuntamiento convocó la primera consulta popular en el marco del Reglamento municipal de Participación ciudadana con el objeto de conocer la opinión de la ciudadanía sobre el futuro del monumento. Dicha consulta se celebró el día 28 de mayo de 2016 y estaban convocadas todas las personas empadronadas en la ciudad a día de 31 de diciembre de 2015 y que tuvieran 16 años cumplidos el día anterior a la consulta, esto es, un total de 28.466 personas. El resultado arrojó una abstención del 70,27 % de los convocados y una participación del 29,73%. En cuanto al fondo de la cuestión, la consulta planteaba la opción A de retirar y museizar el monumento; y la opción B, que planteaba mantenerlo y reinterpretarlo. La opción A obtuvo el 31,25% de los votos emitidos (2.631) y la opción B obtuvo el 68,36% (5.755 votos).
Posteriormente, en marzo de 2017, un juzgado de Tarragona estimó que el ayuntamiento de Tortosa no es competente para actuar sobre el monumento, obligando al ayuntamiento, a su vez, a realizar un catálogo de vestigios franquistas en cumplimiento de la ley de memoria histórica. Dos años más tarde, en marzo de 2019, el ayuntamiento de Tortosa entregó el catálogo al juzgado incluyendo en él el monumento conmemorativo de la Batalla del Ebro.